# MBD3
La proteína 3 con dominio de unión a metil-CpG (MBD3) es una proteína codificada en humanos por el gen MBD3.
La metilación de ADN es la principal modificación existente en el genoma eucariota y juega un papel crucial en el desarrollo de los mamíferos. Las proteínas humanas MECP2, MBD1, MBD2, MBD3 y MBD4 conforman una familia de proteínas nucleares que se caracterizan por la presencia de un dominio de unión a metil-CpG (MBD). MBD3 es la única incapaz de unirse específicamente al ADN metilado, al contrario de lo que sucede con el resto de sus miembros. La proteína MBD3 comparte un 71% y un 94% de identidad con MBD2 (isoforma 1) y con Mbd3 de ratón, respectivamente. MBD3 es una subunidad de NuRD, un complejo multiproteico con actividad histona deacetilasa y remodelador del nucleosoma. MBD3 media en la asociación de MTA2 con el complejo histona deacetilasa.

## Interacciones
La proteína MBD3 ha demostrado ser capaz de interaccionar con:
- Aurora A quinasa[4]
- HDAC1[4][5][6]
- MBD2[7][5]
- MTA2[4][5][6]
- GATAD2B[8][9]